# Eutelia poecilatrix
Eutelia poecilatrix är en fjärilsart som beskrevs av Max Wilhelm Karl Draudt 1939. Eutelia poecilatrix ingår i släktet Eutelia och familjen nattflyn. Inga underarter finns listade i Catalogue of Life.